# パベル

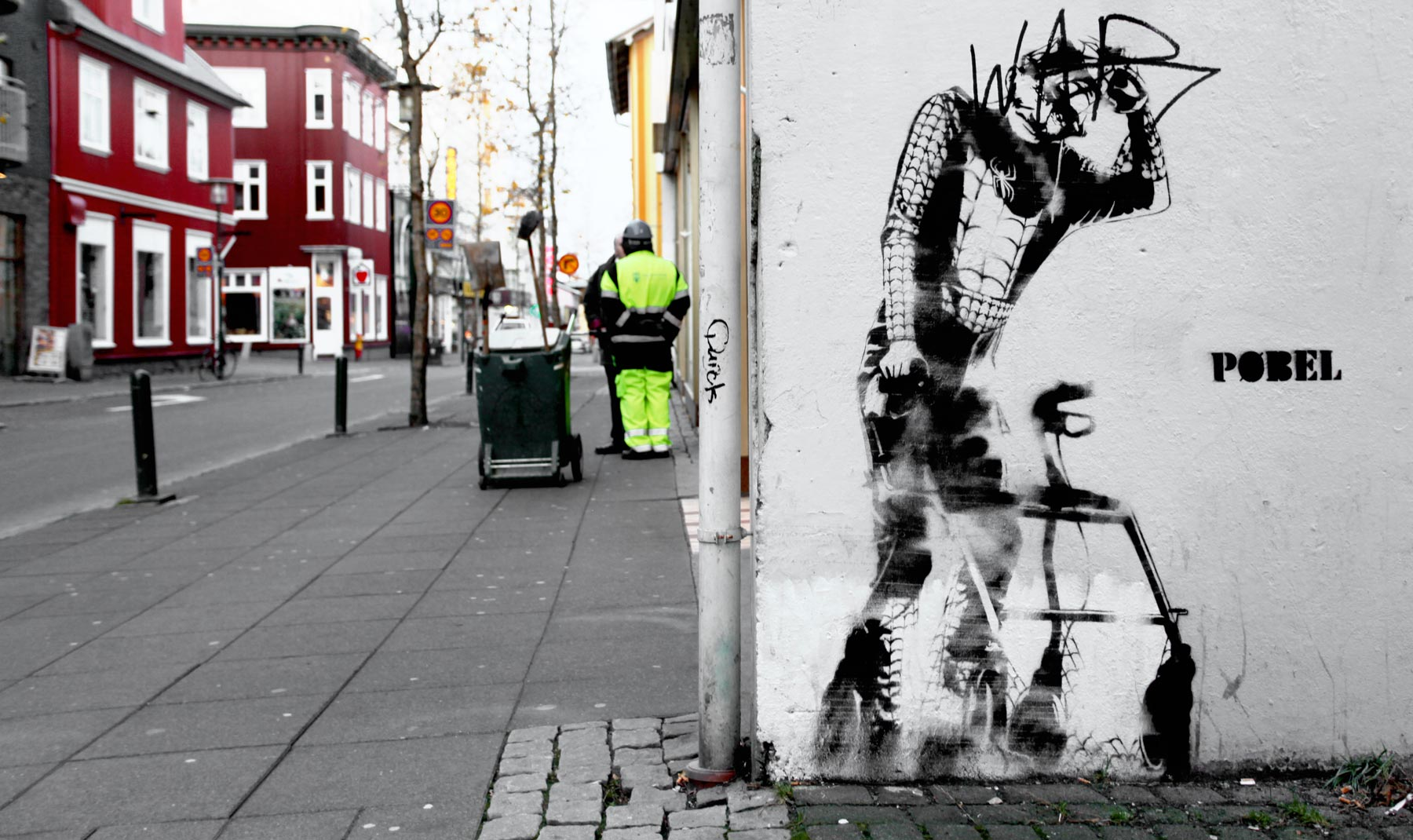
スパイダーマンのレイキャヴィーク

パベル（ノルウェー語、pøbel「悪党」を意味）は、ノルウェーのスタヴァンゲルを中心に活動する覆面芸術家。